# Ourolândia
Ourolândia é um município brasileiro do estado da Bahia.

## História
O território que compõem a contemporâneo município de Ourolândia foi originariamente povoado por diversas etnias indígenas, com destaque para o povo indígena Payayá, grupo pertencente aos povos genericamente denominados de tapuias. Os povos paiaiás viviam na região entre Jacobina e o Vale do Paraguaçu ocupando uma área conhecida como Sertão das Jacobinas.
Na primeira década do século XVIII, os Payayás foram aldeados por missionários franciscanos no Aldeamento de Bom Jesus da Glória de Jacobina, missão religiosa fundada em 1706. Isto contribuiu para um despovoamento da região entre os séculos XVII e XIX, pois a concentração populacional causada pelo aldeamento da população indígena remanescente pelos franciscanos e a expulsão dos indígenas que se recusaram a se aldearem nas missões religiosas, permitiu o estabelecimento de propriedades latifundiárias de grandes proporções, sendo um território ignorado pelas instituições governamentais do período colonial e do Império.
Em razão desse esquecimento do território pelas autoridades políticas do século XIX e das primeiras décadas do século XX, a região que formaria Ourolândia passou a ser ocupada por três famílias de posseiros de origem local (os "Casemiro", os "Aurora" e os "Dias Gama") que passaram a cultivar uma agricultura de subsistência e a cana de açúcar se reunindo como uma comunidade de fundo de pasto que exercia a posse coletiva sobre uma área que passaram a denominar de Fazenda Engenho Velho situada no município de Jacobina.
O núcleo populacional formado pelas casas dos integrantes destas três famílias iniciais passou a se expandir com a chegada de mais famílias que passam a residir no povoado trabalhando com lavradores ou na extração mineral de mármore de forma artesanal. O crescimento desta atividade de mineração fez com que o povoado que passou a ficar conhecido como Ouro Branco.
Na década de 1980, com o fim da Ditadura Militar e a promulgação da Constituição Federal de 1988, as reivindicações da população de Ouro Branco passaram a ser mais escutadas pelas autoridades políticas instituídas com a redemocratização do Brasil, o que levou a Assembléia Legislativa da Bahia a decidir emancipar politicamente a localidade para formar o Município de Ouro Branco que pouco depois mudou de nome para Ourolândia.
Assim, a AL-BA acabou criando este novo ente municipal por meio da promulgação da lei estadual n.º 5.017, de 13 de junho de 1989, desmembrando-o do município de Jacobina. O Município de Ourolândia veio a ser instalado em 1990.

## Geografia
O município de Ourolândia está localizado a 416 km de Salvador. Sua população era estimada em 2019 em 21.658 habitantes.

## Organização Político-Administrativa
O Município de Ourolândia possui uma estrutura político-administrativa composta pelo Poder Executivo, chefiado por um Prefeito eleito por sufrágio universal, o qual é auxiliado diretamente por secretários municipais nomeados por ele, e pelo Poder Legislativo, institucionalizado pela Câmara Municipal de Ourolândia, órgão colegiado de representação dos munícipes que é composto por vereadores também eleitos por sufrágio universal.

### Atuais autoridades municipais de Ourolândia
- Prefeito: José Raimundo Araújo de Souza - UNIÃO (2021/-)[11]
- Vice-prefeito: Eliud Freire de Mello - UNIÃO (2021/-)[11]
- Presidente da Câmara: Givanicio Cavalcante de Lima - PP (2021/-)[11]

## Economia

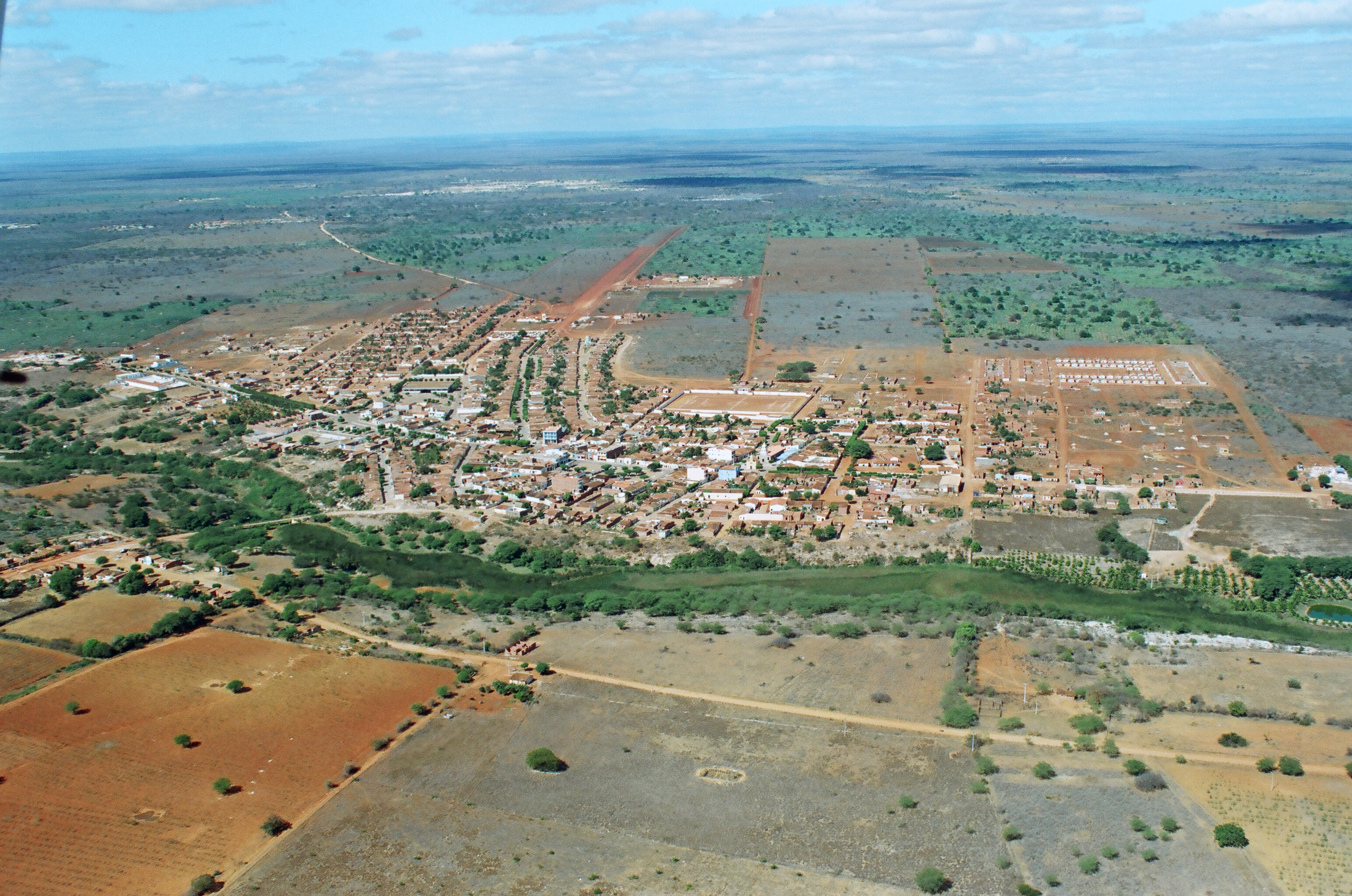
Imagem aérea de Ourolândia.

A economia de Ourolândia está inserida no contexto da microrregião do Piemonte da Chapada Diamantina, uma região situada no centro norte do estado da Bahia que possui como principais polos econômicos as cidades de Jacobina e de Itaberaba. Um dos setores econômicos de maior destaque nessa microrregião é a extração mineral, com a exploração e o beneficiamento (desdobramento do material bruto em blocos) de rochas ornamentais, especialmente, o mármore bege.
No setor mineral, também são importantes a exploração e o beneficiamento do ouro, em Jacobina, e do cromo, em Andorinha e Saúde. Na agropecuária, se destacam a criação de bovinos, suínos e caprinos e a produção de batata doce. Já o setor industrial, se sobressaem a manufatura de calçados.
Ourolândia tem gerado empregos na região por causa de suas empresas de extração de mármore e, também, pelo crescimento da agricultura irrigada voltada para as plantações de melancia e hortaliças, especialmente no distrito de Lagoa trinta e três.[carece de fontes?]